# 藪内繁己
藪内 繁己（やぶうち しげみ、1950年（昭和25年） - ）は、日本の経済学者。専門は、国際経済学。愛知大学経済学部教授、名古屋市立大学名誉教授。経済学博士。

## 概要
国際貿易と貿易政策の理論的研究を専門とする経済学者。愛知大学や名古屋市立大学で教鞭をとるほか、所属する日本国際経済学会では複数回にわたって理事を務めている。

## 人物
和歌山県の出身。神戸商科大学（現：兵庫県立大学）を修了したのちは一旦愛知大学法経学部（1989年の学部分離の際は経済学部）に着任するも、1994年より名古屋市立大学経済学部に転出。
名古屋市立大学では大学院重点化により、2002年より大学院経済学研究科所属となる。2004年からは宮原孝夫の後任として研究科長も務めた。経済学部長も兼任。このほか、評議員や附属経済研究所運営委員などを歴任。
2009年に名市大を退職し、愛知大学経済学部へと戻る。名市大からは2011年に名誉教授の称号が授与されている。愛知大学でも大学院経済学研究科教授も兼担。
学外機関の役職としては、日本国際経済学会理事、日本経済学会理事を歴任。

## 略歴
- 1950年 - 和歌山県に生まれる
- 1973年3月 - 神戸商科大学商経学部卒業
- 1981年3月 - 神戸商科大学大学院経済学研究科博士後期課程単位取得満期退学
- 1981年4月 - 愛知大学法経学部専任講師
- 1984年3月 - 神戸商科大学より経済学博士の学位を取得
- 1984年4月 - 愛知大学法経学部助教授
- 1986年8月 - ニューサウスウェールズ大学客員研究員（- 1988年7月）
- 1989年4月 - 愛知大学経済学部助教授
- 1991年4月 - 愛知大学経済学部教授
- 1994年4月 - 名古屋市立大学経済学部教授
- 1995年8月 - ニューサウスウェールズ大学客員教授（- 10月）
- 2002年4月 - 名古屋市立大学大学院経済学研究科教授
- 2002年7月 - マギル大学客員教授（- 10月）
- 2004年4月 - 名古屋市立大学大学院経済学研究科長（- 2006年3月）
- 2009年4月 - 愛知大学経済学部教授
- 2011年4月 - 名古屋市立大学名誉教授

## 所属学会
- 日本経済学会
- 日本国際経済学会

## 受賞歴
- 2013年 - 小島清賞研究奨励賞
- 2014年 - 愛知大学同窓会最優秀奨励賞

## 著書

### 単著
- 『産業連関と国際貿易』（1984年／日本評論社）

### 編著
- （木村憲二、藪内繁己、大川昌幸）『講義ノート・近代経済学』（1985年／昭和堂）
- （柿元純男、藪内繁己）『現代貿易理論の潮流』（1998年／勁草書房）
- （近藤健児、藪内繁己）『現代国際貿易の諸問題』（2007年／勁草書房）

### 共著
- （菅沼澄〔編〕）『入門国際経済』（1985年／日本評論社）
- （藪内繁己、柿元純男）『基礎経済学』（1993年／中央経済社）
- （山田健治、若林務〔編〕）『入門国際経済論』（1994年／成文堂）
- （藪内繁己、柿元純男、大川昌幸）『国際経済学の基礎』（1998年／中央経済社）